# エージェント・カーター (テレビドラマ)
『エージェント・カーター』（Marvel's Agent Carter, またはAgent Carter）は、クリストファー・マルクスとスティーヴン・マクフィーリーが映画『キャプテン・アメリカ/ザ・ファースト・アベンジャー』と『キャプテン・アメリカ/ウィンター・ソルジャー』、並びに短編映画『エージェント・カーター』に触発されてABCで企画したアメリカ合衆国のテレビドラマである。 マーベル・シネマティック・ユニバースに属する映画作品群と世界観を共有している。
シリーズは映画に引き続いてヘイリー・アトウェルが演じるマーベル・コミックのキャラクターのペギー・カーターが中心となり、1940年代のアメリカで独身女性として生涯を過ごそうとした際にハワード・スタークの秘密任務に赴く彼女が描かれる。シリーズでは彼女の他にもマーベル・シネマティック・ユニバース出身のキャラクターが登場する。製作はABCスタジオとマーベル・テレビジョンが務め、タラ・バターズとミシェル・ファゼカスがショーランナーを務める。
第1シーズンは2015年1月6日から2月24日までに全8話、第2シーズンは2016年1月19日から2016年3月1日までに全10話が、いずれも『エージェント・オブ・シールド』の休止期間中に放送された。シリーズは批評家には高評価されたものの視聴率が伸び悩み、2016年5月12日にABCより第2シーズン限りでの終了が発表された。

## ストーリー
第1シーズンでは1946年のニューヨークが舞台となり、戦略科学予備軍（SSR）で事務作業を押し付けられるカーターは武器密売容疑で逃亡するハワード・スタークの無実の罪を晴らすため、スタークの執事のエドウィン・ジャービスの協力のもと、事件の黒幕を探ろうとする。
第2シーズンでは、1947年のロサンゼルスが舞台となり、SSRロス支局長となったスーザの応援として現地を訪れたカーターが、アイソダイン・エナジー社が極秘に研究していた異次元物質「ゼロマター」を巡る事件を、ジャービスやアイソダインの研究者ウィルクスらの協力を得て捜査する。
脚本・プロデューサーを務めたホセ・モリーナによれば、第3シーズンはロンドンが舞台となり、戦争中に死んだと思われていたカーターの兄が実は生きていて悪事に手を染めていることが判明する予定だったという。

## キャストとキャラクター
ペギー・カーター
演 - ヘイリー・アトウェル、日本語吹替 - 園崎未恵
戦略科学予備軍の一員。スタークが着せられた汚名をそそぐため、ジャーヴィスと協力する。
エドウィン・ジャーヴィス
演 - ジェームズ・ダーシー、日本語吹替 - 井上倫宏
ハワード・スタークの執事でカーターの盟友。後にハワードの息子のトニー・スターク（アイアンマン）の家庭教師となり、彼の人工知能J.A.R.V.I.S.に影響を与える。
ジャック・トンプソン
演 - チャド・マイケル・マーレイ、日本語吹替 - 近藤隆
S.S.R.のエージェント。
ダニエル・スーザ
演 - エンヴェア・ジョカイ、日本語吹替 - 矢崎文也
S.S.R.のエージェントでもある退役軍人。『エージェント・オブ・シールド』の第7シーズンにも登場している。
ロジャー・ドゥーリー
演 - シェー・ウィガム、日本語吹替 - 石住昭彦
カーター、トンプソン、スーザを監督するS.S.R.のチーフ。
ドロシー・アンダーウッド
演 - ブリジット・リーガン、日本語吹替 - 小林沙苗
第3話から登場。ペギー宅の隣人で通称ドッティ。ロシアの工作員で、ペギーの住むグリフィスホテルに引っ越してくる。
この他にドミニク・クーパー（吹替：野島裕史）がトニー・スタークの父でS.H.I.E.L.D.の創設メンバーであるハワード・スターク役、コスタ・ローニンがスタークと共同でアークリアクターを開発したアントン・ヴァンコ役を務める。カイル・ボーンハイマーはエージェント・レイ・クレゼミンスキー役、リンジー・フォンセカはペギーの友人となる女優志望者のアンジー・マルティネリ役、ミーガン・フェイはカーターの下宿先の女性役でリカーリング出演する予定である。ブリジット・リーガンはカーターの隣人のドッティ役を務める。スタン・リーは第4話にカメオ出演する予定である。またカーターの夫の登場も検討されている。

## 製作
2013年9月までにマーベル・テレビジョンはペギー・カーターを題材としたマーベル・ワンショット『エージェント・カーター』に触発されたテレビシリーズを企画し、脚本家を探している最中であった。2014年1月、ABCエンターテインメント・グループの社長のポール・リーは番組が企画中であり、またタラ・バターズとミシェル・ファゼカスがシリーズのショーランナーを務める予定であることを明かした。2014年3月、スティーヴン・マクフィーリーとクリストファー・マルクスは、プロジェクトは未だグリーンライトがでていないが、約13話のリミテッドシリーズを想定しており、1946年が舞台となることを明かした。またその後追加シーズンでは1年進み、新たな事件が描かれる。2014年4月までにシリーズはパイロット版を飛ばして一気にシリーズを発注する可能性があり、『エージェント・オブ・シールド』の第2シーズンへの更新が決まった場合、2014年末から2015年の初頭の間に放送されると報じられた。
2014年5月8日、ABCはシリーズを正式に発注し、その後『Agent Carter』は『エージェント・オブ・シールド』の2014年の最後の回から2015年の最初の回の間に放送され、初回は2015年1月6日であることが明かされた。5月末、アトウェルはシリーズが8話構成であると述べた。エグゼクティブプロデューサーにはバターズ、ファゼカス、マーカス、マクフィーリー、クリス・ディンゲス、ケヴィン・フェイグ、ルイス・デスポジート、アラン・ファイン、ジョー・カザーダ、スタン・リー、ジェフ・ローブが名を連ねた。2014年7月、撮影は9月開始と予想されたが、実際は10月初頭に始まり、第1話のフッテージは2014年10月10日にニューヨーク・コミックコンで上映され、後に11月のABCの1時間のテレビスペシャル『Marvel 75 Years: From Pulp to Pop!』でも放送された。カナダではCTVより放送予定である。

### キャスティング
2014年1月にリーが発表する以前から、『キャプテン・アメリカ/ザ・ファースト・アベンジャー』、『キャプテン・アメリカ/ウィンター・ソルジャー』、短編映画『エージェント・カーター』でカーターを演じたヘイリー・アトウェルは同役への復帰に関心を示していた。2014年8月、チャド・マイケル・マーレイとエンヴェア・ジョカイがS.S.R.エージェントのジャック・トンプソンとダニエル・スーザ役でキャスティングされた。2014年9月、ジェームズ・ダーシーがエドウィン・ジャーヴィス役、シェー・ウィガムがS.S.R.チーフのロジャー・ドゥーリー役にキャスティングされた。
2014年3月、マーカスとマクフィーリーはドミニク・クーパーの関与の次第によってはハワード・スタークがリカーリングキャラクターとなると述べた。2014年6月、アトウェルはクーパーがシリーズに関与することを認めた。2014年11月、『アイアンマン2』でエフゲニー・ラザレフが演じたアントン・ヴァンコの若年期の役をコスタ・ローンが務めることが発表された。

## エピソード
| シーズン | シーズン | 話数 | 話数 | 放送期間      | 放送期間      |
| シーズン | シーズン | 話数 | 話数 | 初回放送      | 最終回放送    |
| -------- | -------- | ---- | ---- | ------------- | ------------- |
|          | 1        | 8    | 8    | 2015年1月6日  | 2015年2月24日 |
|          | 2        | 10   | 10   | 2016年1月19日 | 2016年3月1日  |

### シーズン1 (2015)
| 通算 話数 | シーズン 話数 | タイトル                                          | 監督                       | 脚本                                                    | 放送日        | U.S.視聴者数 (百万人) |
| --------- | ------------- | ------------------------------------------------- | -------------------------- | ------------------------------------------------------- | ------------- | --------------------- |
| 1         | 1             | "キャプテン・アメリカの恋人" "Now is Not the End" | ルイス・デスポジート       | クリストファー・マルクス & スティーヴン・マクフィーリー | 2015年1月6日  | 6.91                  |
| 2         | 2             | "ミルク・トラックを追え" "Bridge and Tunnel"      | ジョセフ・V・ルッソ        | エリック・ピアソン                                      | 2015年1月6日  | 6.91                  |
| 3         | 3             | "執事の過去" "Time and Tide"                      | スコット・ウィナント       | アンディ・ブシェル                                      | 2015年1月13日 | 5.10                  |
| 4         | 4             | "ハワードの帰還" "The Blitzkrieg Button"          | スティーヴン・クラッグ     | ブラント・エンゲルスタイン                              | 2015年1月27日 | 4.63                  |
| 5         | 5             | "ベラルーシ行き" "The Iron Ceiling"               | ピーター・レトー           | ホセ・モリーナ                                          | 2015年2月3日  | 4.20                  |
| 6         | 6             | "取り返せない過ち" "A Sin to Err"                 | スティーヴン・ウィリアムズ | リンジー・アレン                                        | 2015年2月10日 | 4.25                  |
| 7         | 7             | "催眠博士" "Snafu"                                | ヴィンセント・ミシアーノ   | クリス・ディンゲス                                      | 2015年2月17日 | 4.15                  |
| 8         | 8             | "ミッドナイト・オイル" "Valediction"              | クリストファー・ミシアーノ | ミシェル・ファゼカス & タラ・バターズ                   | 2015年2月24日 | 4.02                  |

### シーズン2 (2016)
| 通算 話数 | シーズン 話数 | タイトル                                      | 監督               | 脚本                                                     | 放送日        | U.S.視聴者数 (百万人) |
| --------- | ------------- | --------------------------------------------- | ------------------ | -------------------------------------------------------- | ------------- | --------------------- |
| 9         | 1             | "SSR ロサンゼルス支局" "The Lady in the Lake" | Lawrence Trilling  | Brant Englestein                                         | 2016年1月19日 | 3.18                  |
| 10        | 2             | "天文台の夜景" "A View in the Dark"           | Lawrence Trilling  | エリック・ピアソン & Lindsey Allen                       | 2016年1月19日 | 3.18                  |
| 11        | 3             | "女優の秘密" "Better Angels"                  | David Platt        | ホセ・モリーナ                                           | 2016年1月26日 | 2.90                  |
| 12        | 4             | "煙と鏡" "Smoke & Mirrors"                    | David Platt        | Sue Chung                                                | 2016年2月2日  | 2.77                  |
| 13        | 5             | "決死の5人組" "The Atomic Job"                | Craig Zisk         | Lindsey Allen                                            | 2016年2月9日  | 2.66                  |
| 14        | 6             | "パーティの夜" "Life of the Party"            | Craig Zisk         | エリック・ピアソン                                       | 2016年2月16日 | 2.39                  |
| 15        | 7             | "モンスター" "Monsters"                       | Metin Hüseyin      | Brandon Easton                                           | 2016年2月16日 | 2.39                  |
| 16        | 8             | "約束" "The Edge of Mystery"                  | Metin Hüseyin      | Brant Englestein                                         | 2016年2月23日 | 2.50                  |
| 17        | 9             | "選択の時" "A Little Song and Dance"          | Jennifer Getzinger | 原案: Michele Fazekas & Tara Butters 脚本: Chris Dingess | 2016年2月23日 | 2.50                  |
| 18        | 10            | "さらば、ハリウッド" "Hollywood Ending"       | Jennifer Getzinger | 原案: Chris Dingess 脚本: Michele Fazekas & Tara Butters | 2016年3月1日  | 2.35                  |

## 日本での放送
日本では『マーベル エージェント・カーター』というタイトルで、シーズン1が2016年8月27日よりDlifeのサタデーナイトドラマ枠で初放送されていた。シーズン2は2017年7月1日より放送開始された。